# Antipruriginoso
Antipruriginosos, também conhecido como drogas anti-coceira, são uma classe de fármacos que inibe a comichão (Latim: pruritus) que é frequentemente associada com queimaduras solares, reações alérgicas, eczema, psoríase, catapora, micoses (infecções por fungos), mordidas e picadas de insetos como as de mosquitos, pulgas e aracnídeos como os ácaros, além de dermatites de contato e urticárias causadas por plantas, como a hera venenosa (dermatite de contacto por urushiol) ou urtiga.